# Arthur Franklin Fuller
Arthur Franklin Fuller (* 1. Juni 1880 in Chicago; † 28. Januar 1953 in Los Angeles) war ein US-amerikanischer Autor, Komponist und Diskriminierungsgegner.

## Leben
Fuller, der Sohn eines Chorleiters, trat im Alter von sieben oder acht Jahren in den Chor der St James Church in Chicago ein, wurde später Solosopranist, trat in Konzerten auf und gewann etliche Preise. Nach dem Stimmbruch wirkte er kurzfristig als Chorleiter in der Episkopalkirche. Verschiedene Verletzungen und Krankheiten führten jedoch dazu, dass er ab 1899 solche Aufgaben nicht mehr wahrnehmen konnte: Unter anderem erlitt er laut eigener Aussage in seiner Jugend Unfälle beim Angeln und Baden, wurde von einem der Tollwut verdächtigen Hund gebissen und von einem Pferdehuf getroffen und stürzte schließlich schwer bei einer Art Mutprobe. 1897 entkam er mit knapper Not aus einem brennenden Gebäude, in dem er zu dieser Zeit arbeitete. Wenig später nahm er eine Stelle als Organist und Chorleiter in St. Paul’s Cathedral in Fond du Lac (Wisconsin) an, gab diese Arbeit schließlich aber wegen Überlastung wieder auf. Seine nächste Position in Kingston (New York) trat er gegen den Rat seines Arztes an. Bald war er auch hier wieder als Organist und Komponist überaus beschäftigt und erlitt schließlich offenbar einen Herzanfall auf der Orgelempore. Da er sich von dieser Krankheit nur unzureichend erholte, konsultierte er zahlreiche Ärzte, die ihm aber nicht helfen konnten.
Fuller war schließlich nicht mehr in der Lage, zu gehen oder zu sitzen, und begann in einem hölzernen, überdachten Wagen, in dem er liegen konnte, durch die USA zu reisen und seine selbstverfassten Schriften und seine Kompositionen zu verkaufen. Er hatte dabei mit der Gesetzgebung zu kämpfen, die verbot, dass Behinderte sich in der Öffentlichkeit zeigten und Handel trieben bzw. gar bettelten, und musste, um seine Bücher zu verkaufen, regelmäßig den Ort wechseln. Seine Bemühungen, eine feste Arbeit zu finden, schlugen sich auch in zwei Filmauftritten nieder. Über Fullers Tod scheint nichts bekannt zu sein.

## Werke
Fullers Werke trugen Titel wie An Odd Romance (1915), Fifty Thousand Miles Back-Ridden (1915) oder An Odd Soldiery (1915). Das letztgenannte Buch befasste sich vornehmlich mit dem Vorwurf der Hypochondrie, dem er sich ausgesetzt sah, weil seine verschiedenen Leiden niemals klar diagnostiziert wurden. Es enthielt auch Bilder, die Fuller in seinem Wagen liegend und von einem Assistenten begleitet zeigten. In diesem Werk bot er jedem Menschen, der ihn heilen könnte, 1000 Dollar an – allerdings nur unter der Voraussetzung, dass diese Summe im Falle des Misserfolgs ihm, dem Patienten, ausbezahlt würde. Befasste er sich in An Odd Soldiery einerseits intensiv mit seinen Leiden, so verfocht er hier andererseits die These, dass er als völlig normal anzusehen und als Musiker und Schriftsteller zu respektieren sei. Zu diesem Zweck war dem Band auch ein weiteres Bild beigegeben, auf dem keine Hilfsmittel oder sonstigen Hinweise auf seine körperlichen Einschränkungen zu sehen waren.
Fifty Thousand Miles Back-Ridden (1915) ist die Fortsetzung von An Odd Soldiery und schildert Fullers Reisen durch die USA und die Probleme, auf die er in den Städten stieß. In Brooklyn, wohin er 1910 von Jackson (Mississippi) aus gekommen sei, habe er es etwa mit John D. Godfrey zu tun bekommen, der für das Bureau of Charity und für die Polizei arbeitete und die Aufgabe hatte, „mendicant parasites“ („bettelnde Parasiten“) aus dem Straßenbild zu entfernen. In einem Zeitungsartikel von 1905, der die COS (Charity Organisation Society) feierte, waren Godfreys Verdienste gerühmt worden, doch Fuller zeichnete ein kritisches Bild der COS und ihrer Abgesandten. Godfrey habe ihm in unmissverständlichen Worten erklärt, dass sein Anblick unerwünscht sei, und Fuller erhob Einspruch gegen die Prinzipien, die Godfrey verfocht: „Why should a cripple or afflicted man be compelled to have the public begged for him - why should he not beg himself?“ Mit dieser Frage erhob er Einspruch gegen die „ugly laws“, die es unansehnlichen Personen verboten, in der Öffentlichkeit zu betteln, obwohl er sich sonst häufig von der Masse der Bettler distanzierte und seine Verkaufstätigkeit auch nicht als Bettelei auffasste. Er wandte sich auch gegen Stimmungsmacher in Zeitungen, die den Bettlern unterstellten, heimlich Reichtümer zu horten und die Öffentlichkeit über ihre Lebenslage zu täuschen.
Im letzten Band seiner autobiographischen Schriften, Wrestling the Wolf (1919), beschrieb Fuller seine Bemühungen, selbstbestimmt von seiner eigenen Arbeit zu leben, statt in Institutionen versorgt zu werden.
Fuller schrieb neben den autobiographischen Büchern auch zahlreiche Gedichtbände und Liedtexte, zu denen er auch die Musik komponierte. 1935 kam eine Platte mit dem Titel The Ray of Sunshine mit Kompositionen für Gesang und Piano von Fuller heraus. Dorothy Kelleher war die Sängerin.
Ferner hatte Arthur Franklin Fuller kleine Rollen in zwei Filmen aus der Produktion von Cecil B. DeMille. We Can't Have Everything ist nicht erhalten geblieben, aber von Till I Come Back to You aus dem Jahr 1918 existiert noch eine Kopie. Fuller spielt in diesem Film einen verwundeten deutschen Soldaten.

## Nachleben
Wiederentdeckt wurden Fullers Schriften von Susan M. Schweik im Zuge ihrer Studien zur diskriminierenden Gesetzgebung in den USA am Ende des 19. und Anfang des 20. Jahrhunderts. Sie beschreibt sein Leben und seinen Kampf gegen die Gesetze und Institutionen in ihrem Werk The Ugly Laws.